# Basilika Santa Maria di Monte Berico

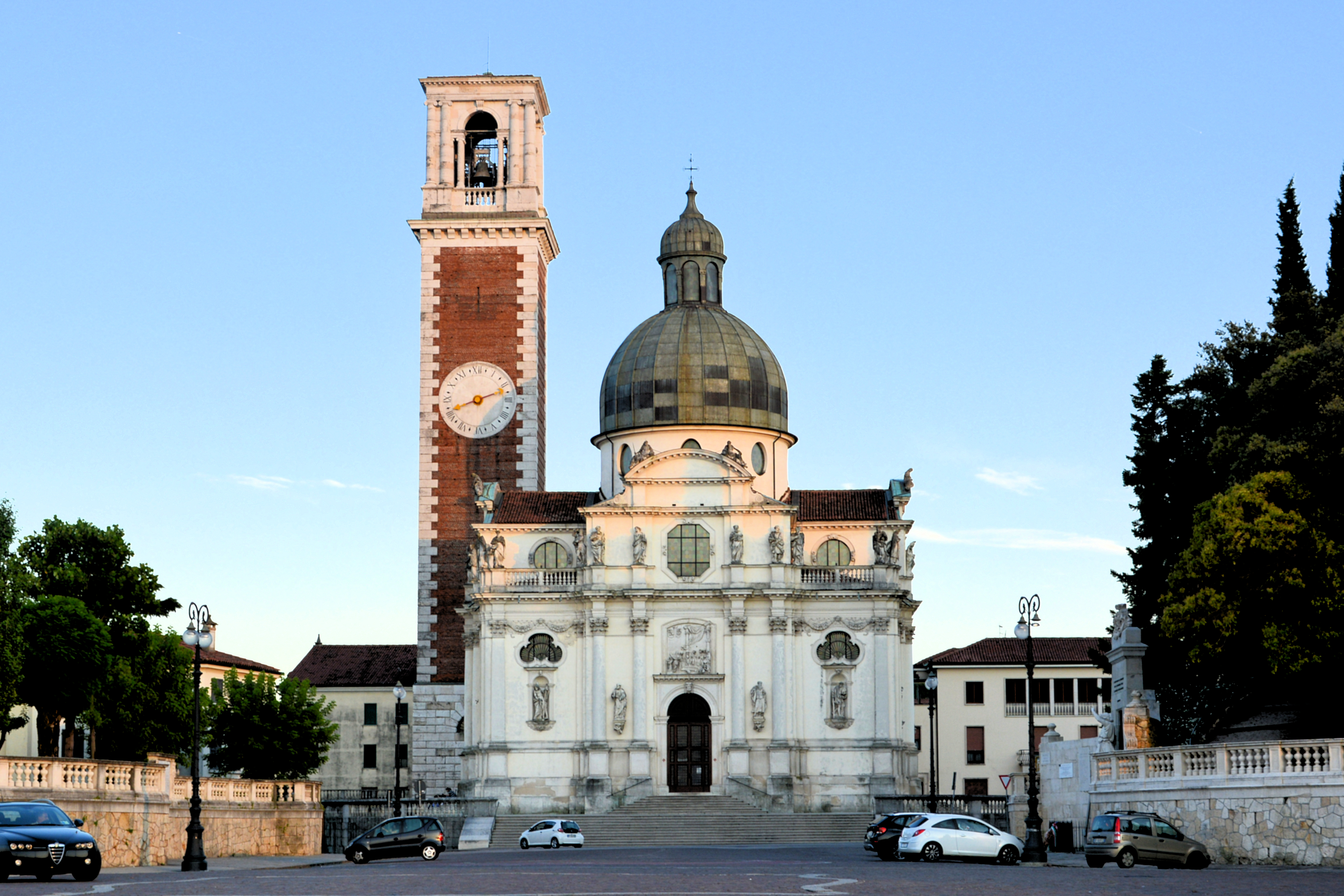
Basilika San Maria di Monte Berico, Nordfassade

Die Basilika Santa Maria di Monte Berico ist eine römisch-katholische Wallfahrtskirche auf dem gleichnamigen südlichen Hügel, oberhalb von Vicenza in der Region Venetien. Das Marienheiligtum des Bistums Vicenza trägt den Titel einer Basilica minor. Die Votivkirche entstand aus einer gotischen Kirche aus dem 15. Jahrhundert, erbaut aus Anlass zweier überlieferter Marienerscheinungen zur Zeit der Pestepidemien in den 1420er Jahren, und einem Barockbau aus der zweiten Hälfte des 17. Jahrhunderts.
Vom Vorplatz Piazzale della Vittoria aus, funktional dient er auch als Parkplatz, bietet sich nach Norden ein freier Blick über die Stadt Vicenza.

## Entstehungsgeschichte
Nach der mit nur wenigen Dokumenten belegten Überlieferung hatte die Bäuerin Vincenza Pasini zwei Marienerscheinungen; die erste geschah am 7. März 1426, die zweite Mal am 1. August 1428. Zu dieser Zeit litt die Bevölkerung im Veneto unter den Auswirkungen einer Pestepidemie. Die Madonna soll Pasini versprochen haben die Seuche zu beenden, sofern zu ihren Ehren eine Kirche auf dem Hügel errichtet würde. Dies geschah innerhalb von drei Monaten in Form eines bescheidenen rechteckigen Gebäudes. Noch im selben Jahr markierte es den Beginn der Bedeutung des Heiligtums als Pilgerstätte. Der Altar mit dem Bildnis der Muttergottes lehnte an der Wand an der Stelle, an der die Erscheinungen stattgefunden haben sollen und an der das Bildnis von Nicolò da Venezia auch heute noch verehrt wird. Die Pestepidemie endete dann.
Die ersten Gottesdienste in der Kirche Sancta Maria de gratia wurden am 2. November 1429 durch den Erlöserorden abgehalten. 1435 erhielt die Kirche ihren heutigen Namen und der Servitenorden übernahm die Betreuung der Kirche, für die er ein Kloster mit Kreuzgang sowie einen Kirchturm errichtete. Nach einem städtischen Beschluss von 1529 wurde die Prozession zum Heiligtum am 25. August als wesentlicher Punkt des religiösen Lebens regelmäßig und feierlicher gestaltet.

## Umbauten und Ausstattung 1480 bis 1861

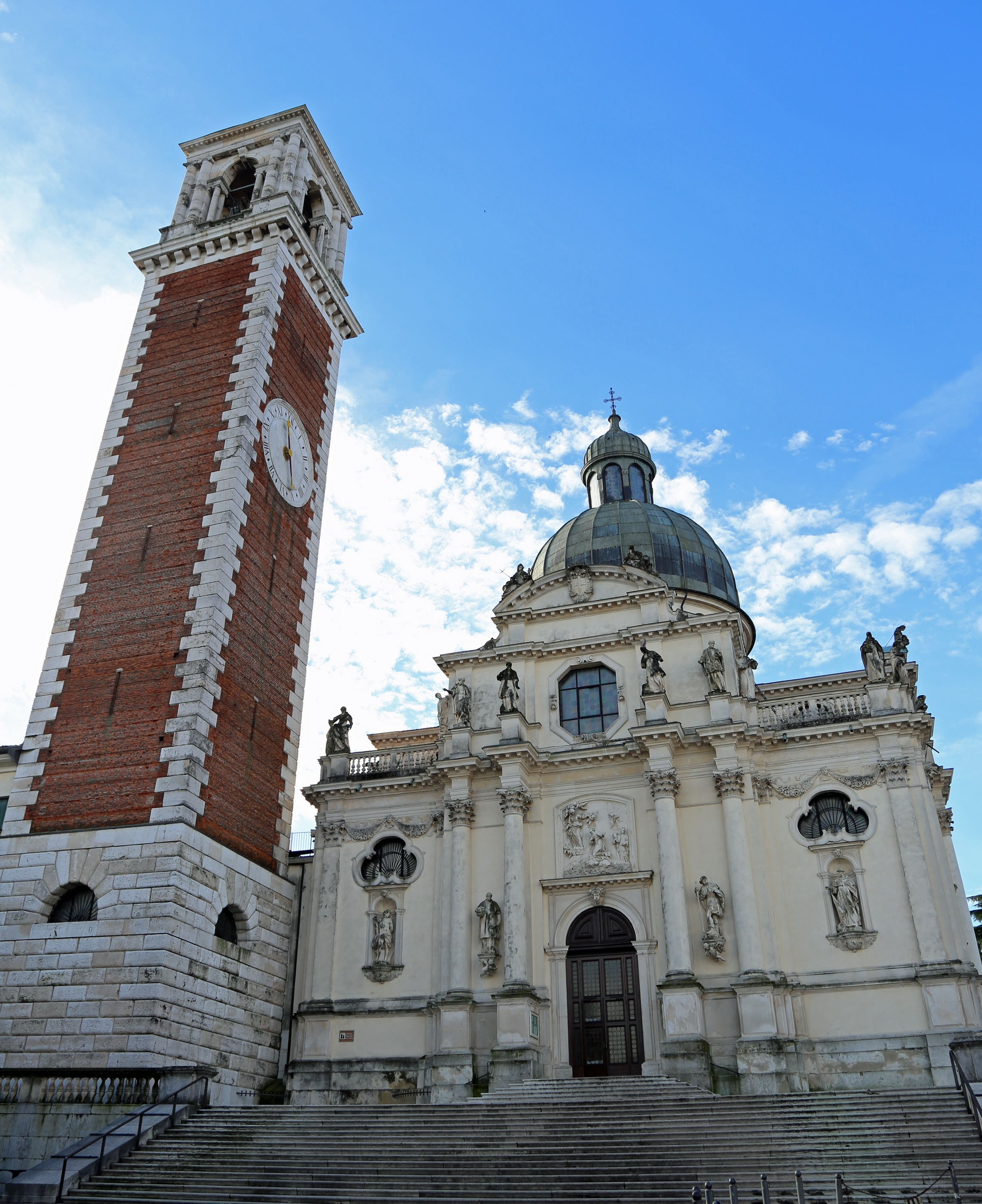
Ostfassade

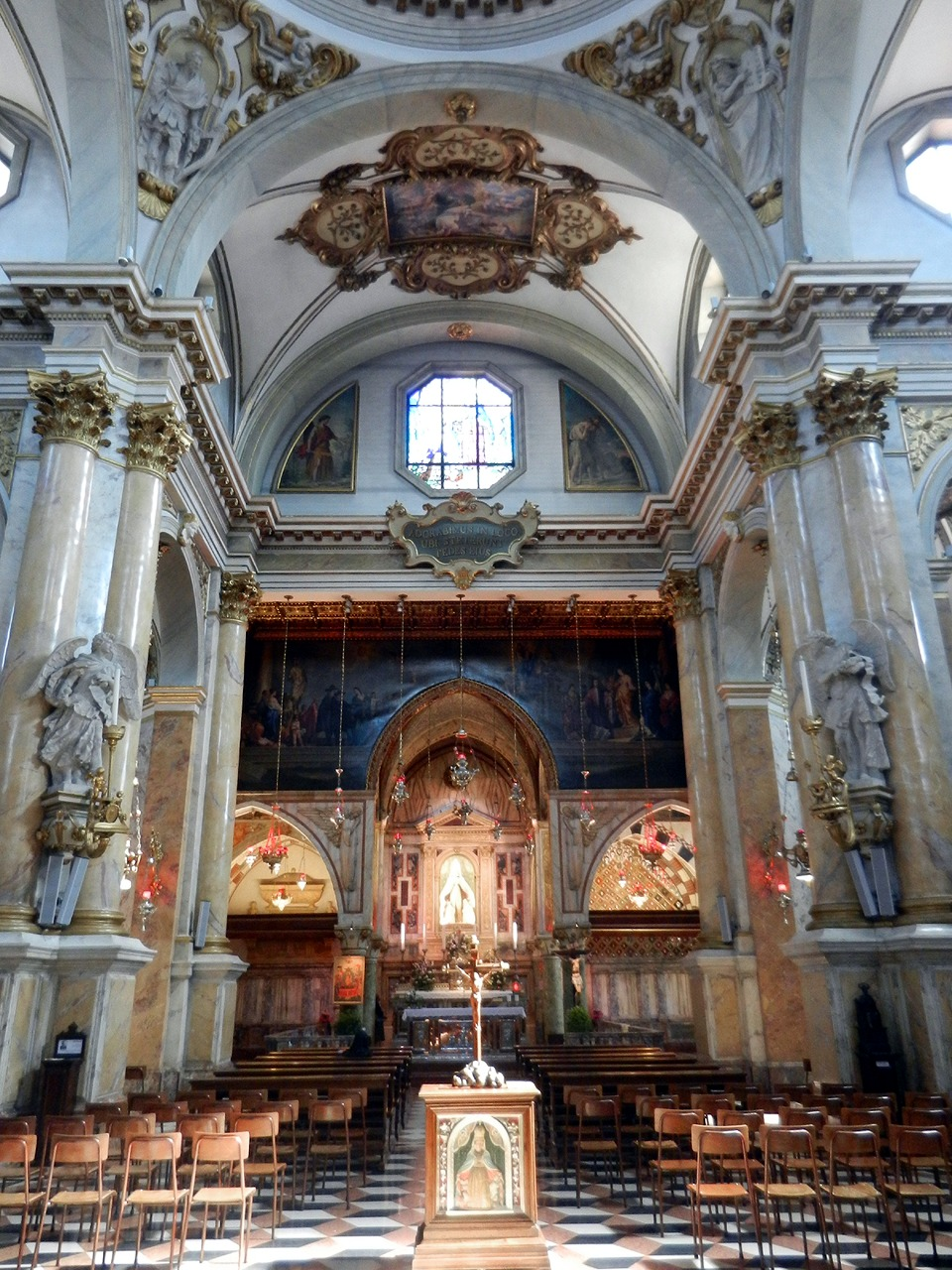
Innenraum

Nach Vergrößerungen der Kirche zum Aufstieg von der Stadt hin wurde um 1480 nach einem Entwurf von Lorenzo da Bologna der alte Chor ersetzt, an den zwischenzeitlich die Adelsfamilien hatten Kapellen anbauen lassen. Die Kirche erhielt neue Altäre und das Gewölbe der Kirche wurde von Bartolomeo Montagna mit Fresken ausgemalt, teils Meisterwerke der Renaissancekunst. Das Gastmahl des heiligen Gregor des Großen stammt von Paolo Veronese.
Zur Vergrößerung entwarf der Architekt Andrea Palladio um 1562 zunächst einen Zentralbau, baute in den Jahren 1578/79 letztlich allerdings einen klassischen Anbau mit quadratischem Grundriss der zwölf Meter Seitenmaß an der Nordseite der gotischen Kirche aus dem 15. Jahrhundert beanspruchte. Vom Veroneseschüler Alessandro Maganza wurden um 1580 die Werke Jungfrau mit vier Evangelisten und die Taufe Christi geschaffen.
Zwischen Juli 1688 und Dezember 1703 wurde nach Plänen des Architekten Carlo Borella ein barocker Zentralbau auf kreuzförmigem Grundriss mit Tambourkuppel errichtet. An seiner Ostseite grenzte der Neubau an die ursprüngliche gotische Kirche mit ihren drei Schiffen an. Mittels Umgestaltung der Schiffsbögen und einer Drehung des Altars, wurde der ursprüngliche Bau dem neuen als Chorraum (Presbyterium) dienlich gemacht. Die Fusion der unterschiedlichen Epochen ist auch in der äußeren Architektur erkennbar, wenngleich sich die ursprünglich gotische Fassade nach Restaurierung im Jahr 1860 heute in der neogotischen Variante des Giovanni Miglioranza präsentiert. Die drei identischen Barockfassaden, die den äußeren Abschluss der drei Kreuzarme bilden, haben einen erhöhten Mittelteil, mit einem achteckigen Fenster unter einem mit Voluten ausgestattetem Schweifgiebel. Die Ausstattung erfolgte im Laufe des Jahrhunderts. Das neue Hauptaltarbild stellt eine Allegorie der Einwohner von Vicenza, die die Kirche von Monte Berico der Jungfrau vorstellen, von Giulio Carpioni dar.
Der Zugang von der Stadt wurde 1780 durch den Bau der von Francesco Muttoni entworfenen, 700 Meter langen Treppe deutlich erleichtert; er besteht aus 150 Bögen. Eröffnet wird der Säulengang am Piazzale Fraccon mit dem Arco delle Scalette, einem Triumphbogen aus dem Jahr 1595, der Plänen Palladios aus dem Jahr 1576 zugeschrieben wird, und von Giacomo Bragadino realisiert worden sein soll.
Mit einem napoleonischen Gesetz vom 25. April 1810 wurde das Kloster aufgelöst und erst 1835 unter der österreichischen Herrschaft, als Vicenza Teil des Königreichs Lombardo-Venetien war, wieder neu konstituiert. Im 19. Jahrhundert wurden noch verschiedene Ergänzungen vorgenommen. Im Jahr 1817 wurden die drei neuen Seitentreppen von Giacomo Verda gebaut; 1821 wurden acht Glocken gegossen, die 1826 in einem neuen Kirchturm vom Architekten Antonio Piovene aus Vicenza installiert wurden, für den der alte Chor und Teile der Sakristei abgerissen werden mussten. Im Jahr 1860 begann der Architekt Giovanni Miglioranza mit der Restaurierung der Fassade der gotischen Kirche an der Westseite, die er im neugotischen Stil umgestaltete.
Im Mai 1904 wurde die Kirche von Papst Pius X. in den Rang einer Basilica minor erhoben.